# Synthetonychia hughsoni
Synthetonychia hughsoni is een hooiwagen uit de familie Synthetonychidae.